# Fallow
Fallow är The Weakerthans debutalbum, utgivet 1997 på G7 Welcoming Committee. Skivan har därefter återutgivits i andra länder av flera olika bolag.

## Låtlista
Där inte annat anges är låtarna skrivna av John K. Samson, John P. Sutton, och Jason Tait.
1. "Illustrated Bible Stories for Children" – 1:43
2. "Diagnosis" – 2:40
3. "Confessions of a Futon-Revolutionist" – 2:15
4. "None of the Above" – 4:18
5. "Letter of Resignation" – 3:23
6. "Leash" – 3:07
7. "Wellington's Wednesdays" – 3:01
8. "The Last Last One" – 3:09
9. "Greatest Hits Collection" – 3:03
10. "Sounds Familiar" – 2:29
11. "Anchorless" (John K. Samson, Chris Hannah, Jord Samolesky) – 3:51
12. "Fallow" – 5:27

### Fotnoter
1. ↑  ”Fallow”. Discogs.com. http://www.discogs.com/Weakerthans-Fallow/master/204262. Läst 12 januari 2012.